# Igreja Matriz Deus Menino
Igreja Matriz Deus Menino é um templo religioso erguido no século XVIII em homenagem a Deus Menino que se localiza na Praça Manoel Vitorino  na cidade de São Félix, no estado brasileiro da Bahia.  A igreja integra a 28ª paróquia da Arquidiocese da Bahia e foi idealizada por franciscanos que chegaram à localidade junto com os primeiros colonizadores.
A edificação é tombada pelo Instituto do Patrimônio Artístico e Cultural da Bahia (IPAC) desde abril de 2006.
A fachada principal da igreja se localiza defronte ao Rio Paraguaçu e à cidade de Cachoeira. A edificação foi construida utilizando uma sistema construtivo de alvenaria mista de pedras e tijolos e sobre uma base  terrapleno feito de arrimos de pedra. Os tipos de arremates utilizados na portada e janelas e a planta baixa, semelhante às demais matrizes fundadas neste período, indicam que sua construção ocorreu no último quartel do século XVIII, embora o sino da igreja apresente inscrição do ano de 1814.
O interior da edificação encontra-se descaracterizado devido as transformações ocorridas ao longo dos anos com trocas de forro, de piso, de altares, dentre outros. O exterior da edificação, se manteve íntegro. A fachada é constituída por frontão no estilo rococó sobreposto ao corpo central da igreja. A torre apresenta forma de bulbo, é revestida por embrechados de louça e possui coroamento definido nos cantos por  quatro toucheiros.